# Gabriel Mann
Gabriel Mann (geboren als Gabriel Wilhoit Amis Mick) (Middlebury, 14 mei 1972) is een Amerikaans acteur en voormalig model, voornamelijk bekend door zijn rol als Nolan Ross in de dramaserie Revenge van ABC. Mann heeft ondersteunende rollen vertolkt in speelfilms als The Bourne Supremacy en The Life of David Gale.

## Leven en carrière
Mann werd geboren als Gabriel Wilhoit Amis Mick in Middlebury, Vermont. Hij is een zoon van Stephen Smith Mick, een professor met als vakgebied maatschappijleer, en Alice Jo, een advocate. Mann begon zijn carrière als model op de catwalk.
In 1995 begon Mann met zijn filmcarrière en stond hij op de aftiteling als Gabriel Mick. Mann speelde rollen in films zoals Parallel Sons en Stonewall. Ook speelde hij een hoofdrol in de thriller Psych 9, naast onder andere Sara Foster. Op het gebied van televisie speelde hij gastrollen in ER, Fantasy Island, Wasteland en Time Of Your Life. In 2008 bemachtigde hij de rol van Arthur Case in de dramaserie Mad Men. Mann was voor vier afleveringen te zien. In 2011 werd hij gecast voor de rol van miljonair Nolan Ross in de dramaserie Revenge.

## Filmografie (beknopt)
- The Bourne Identity - Danny Zorn (2002)
- The Life of David Gale - Zack Stemmons (2003)
- The Bourne Supremacy - Danny Zorn (2004)
- Mad Men - Arthur Case (4 afleveringen, 2008)
- Revenge - Nolan Ross (68 afleveringen, 2011-)

- Bibsys: 5022847
- Biblioteca Nacional de España: XX6242805
- Bibliothèque nationale de France: cb14202770n (data)
- Gemeinsame Normdatei: 140560858
- International Standard Name Identifier: 0000 0000 7841 5354
- Library of Congress Control Number: no2001068341
- Nationale Bibliotheek van Tsjechië: xx0041389
- Nationale Bibliotheek van Israël: 987007347928305171
- Nederlandse Thesaurus van Auteursnamen: 370845560
- Virtual International Authority File: 120173928
- WorldCat: E39PBJw8Vdvb6K4VcFXg7FHgrq